# Ives Estates
Ives Estates är en ort (CDP) i Miami-Dade County, i delstaten Florida, USA. Enligt United States Census Bureau har orten en folkmängd på 19 525 invånare (2010) och en landarea på 6,5 km².